# Mamre
Mamre (Hebreo: מַמְרֵא), cuyo nombre completo en hebreo es Elonei Mamre ("Robles/Cornicabras de Mamre"), es un antiguo santuario, originalmente centrado en torno a un árbol sagrado, que pertenecía al reino de Canaán. Las fuentes talmúdicas hacen alusión al lugar como Beth Ilanim o Botnah, donde tenía lugar una de las tres ferias (o mercados) más importantes de Judea. Mamre se encuentra aproximadamente a medio camino entre Halhul y la Hebrón histórica, a unos 4 kilómetros al norte de esta última.

## Biblia hebrea

### Nombres y acontecimientos
En Génesis 13:18 aparece Abraham instalándose en "los grandes árboles de Mamre". La tradición hebrea original parece referirse, a juzgar por una variación textual conservada en la Septuaginta, a un solo roble grande, al que Josefo llamó Ogiges. Mamre podría haber sido un amorreo, un cacique tribal en cuyo nombre se nombró a una arboleda. El Génesis lo relaciona con Hebrón o con algún lugar cercano a la ciudad. De hecho, Mamre ha sido asociado con bastante frecuencia a la Cueva de los Patriarcas. Según Francesca Stavrakopoulou, hay bastante confusión en la narrativa bíblica no sólo con Mamre, sino también con Macpelá, Hebrón y Kiryat Arba; los cuatro nombres aparecen repetidamente emparejados. En otra parte del Génesis se identifica a Mamre con la propia Hebrón. Existe una tradición cristiana que data de los primeros peregrinos del siglo IV d. C. que relaciona a la Mamre del Antiguo Testamento con las ruinas no amuralladas de lo que los registros de la tradición árabe llaman Rāmet el-Ḥalīl (la Colina del Amigo).
Otra parte de la Biblia se refiere al lugar como "los terebintos de Mamre el amorreo", donde Mamre sería el nombre de uno de los tres líderes amoritas que unieron sus fuerzas con las de Abraham para perseguir a Chedorlaomer y salvar a Lot (Gen. 14:13,24).
Las supuestas incoherencias se suelen explicar en relación con la discordancia entre las tradiciones escritas que subyacen en la composición del Pentateuco, la primera relacionada con la tradición yahvista, la segunda con la elohista, según la hipótesis documentaria de los estudiosos modernos.

### Identificación
Todavía está por aclarar el lugar exacto de Mamre, al que solo se hace mención en el Libro del Génesis.
Según una interpretación de la narración bíblica, Ramat el-Khalil es el Mamre donde Abraham plantó las tiendas de su campamento, construyó un altar y recibió las noticias divinas, en forma de tres ángeles, sobre el embarazo de Sara.
Por otro lado, Khirbet es-Sibte (también conocido como Ain Sebta), el lugar donde se ubica el Roble de Mamre a unos dos kilómetros al suroeste de Ramat el-Khalil, ha sido considerado desde el siglo XIX como el sitio donde Abraham plantó sus tiendas y vio a los ángeles.

## Historia y arqueología

### Edad del Bronce
En el yacimiento de Ramat el-Khalil se han encontrado fragmentos de vasijas de la Edad del Bronce que podrían indicar que este lugar de culto se encontraba ya en uso en torno a los años 2.600 y 2.000 a. C., aunque no hay pruebas arqueológicas de que estuviese ocupado desde la primera mitad del segundo milenio hasta el final de la Edad del Hierro.

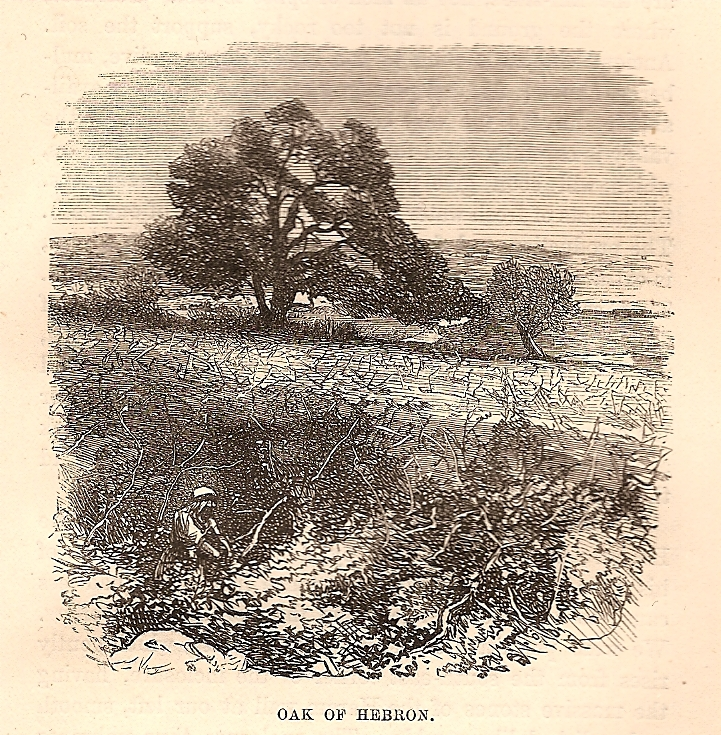
Roble de Hebrón, en Tristam

### Josefo: el terebinto
Flavio Josefo (37 d. C. - aprox. 100 d. C.) dejó constancia de una tradición según la cual el terebinto de Mamre era tan antiguo como el propio mundo (La Guerra de los Judíos, 4.535). El lugar estaba empapado de leyenda; los judíos, los cristianos y los paganos hacían sacrificios quemando animales en él, y se consideraba que el árbol era inmune al fuego de los sacrificios. Hay constancia de que Constantino el Grande (302-337) intentó sin éxito poner fin a los sacrificios. Cabe destacar que el terebinto del que hablaba Josefo es distinto del moderno Roble de Mamre y se encontraba emplazado en una ubicación diferente.

### Herodes: el recinto
Herodes el Grande mandó construir el muro de dos metros de grosor que rodea una zona de 60 metros de ancho y 83 metros de largo, posiblemente por su carácter de lugar de veneración. El recinto contenía un antiguo pozo de más de 5 metros de diámetro al que se conocía como el Pozo de Abraham.

### Periodo tardorromano: el Templo de Adriano
La estructura erigida por Herodes fue destruida por los ejércitos de Simón bar Kojba y posteriormente reconstruida por el emperador romano Adriano. Adriano dio nueva vida a la feria comercial, que había sido importante debido a su emplazamiento en una intersección del nudo de comunicaciones de las montañas del sur de Judea. Este mercatus o feria fue uno de los lugares donde, según la tradición judía conservada por Jerónimo, Adriano decidió vender como esclavos a los restos del ejército de Bar Kojba. 

### Tradición rabínica
Debido a la naturaleza idólatra de los rituales realizados en la feria, los rabinos prohibieron a los judíos participar en ellos. Según el Talmud de Jerusalén:

prohibieron una feria solo en caso de que tuviese el carácter de la de Botnah. Como se ha comentado en estas mismas líneas en una tradición tanaim. Hay tres ferias; la feria de Gaza, la feria de Acre y la feria de Botnah, y la más corrupta de todas ellas es la de Botnah.

### Imperio bizantino
A pesar de la prohibición rabínica, durante el reinado de Constantino el Grande (302-337) el mercado se había convertido en un festival interconfesional (además de mantener su función comercial) en el que participaban cristianos, judíos y paganos. El santuario de Mamre fue construido para los cristianos después de que Eutropia, suegra de Constantino, visitara el lugar y se escandalizase por su carácter pagano. Constantino, enterado de dichas prácticas paganas, intentó sin éxito poner fin a los rituales festivos celebrados alrededor del árbol. Ordenó al comes Acacio destruir todos los ídolos paganos y prohibir toda práctica pagana. Constantino hizo construir una basílica allí dedicada a San Jorge y el recinto se consagró y se techó, siendo todavía visibles los cimientos de aquella estructura.
En 1957 se llevó a cabo un plan de reconstrucción del yacimiento que partió de las excavaciones realizadas por el académico alemán A. E. Mader entre 1926 y 1928. Gracias a ello se descubrió la basílica constantina junto a la muralla oriental del recinto de Haram Ramet el-Khalil, así como un pozo, un altar y un árbol en la parte oriental, no techada del recinto.
La descripción de Sozomeno en el siglo V (Historia Ecclesiastica, Libro II, 4-54) es la más detallada en torno a las prácticas realizadas en Mamre a comienzos del periodo cristiano:

El lugar se conoce actualmente como El Terebinto, y está situado a una distancia de quince estadios de Hebrón (...). Cada año se celebra allí un famoso festival durante el verano, tanto por los habitantes de la zona como por los de partes más distantes de Palestina y por fenicios y árabes. Muchos van allí por cuestiones de negocios, algunos para vender y otros para comprar. La fiesta la celebra una gran congregación de judíos, ya que estos presumen de que Abraham fue su antepasado; de paganos, ya que hubo ángeles que visitaron el lugar; de cristianos, ya que aquel que habría de nacer de la Virgen para la salvación de la humanidad se le apareció allí a un hombre piadoso. Cada cual venera este lugar según su religión: algunos rezan a Dios, el que todo lo gobierna, otros llaman a los ángeles y les ofrecen libaciones de vino, quemando incienso o sacrificando a un buey, una cabra, una oveja o un gallo... La suegra de Constantino (Eutropia), tras haber ido allí para cumplir un voto, dio noticia de todo ello al emperador. Así que él escribió a los obispos de Palestina reprochándoles haber olvidado su misión y haber permitido que un lugar tan sagrado sea profanado con esas libaciones y esos sacrificios.

Antonino de Piacenza habla en su Itinerarium, una narración de su viaje a Tierra Santa (aprox. 570), de la basílica con sus cuatro pórticos y su atrio descubierto. Tanto cristianos como judíos oraban allí separados por una pequeña pantalla (cancellus). Los fieles judíos acudían en masa para celebrar el derrocamiento de Jacob y David el día después de la tradicional fecha de nacimiento de Cristo.
Arculfo, un obispo franco que visitó el Levante cerca del año 680, habla sobre Mamre indicando una localización ligeramente errónea con respecto a la Tumba de los Patriarcas:

Una milla hacia el norte de las Tumbas que han sido descritas anteriormente se encuentra la muy frondosa y florida colina de Mambre, que mira hacia Hebrón, que queda al sur de esta. Esta pequeña montaña, que se llama Mambre, tiene una cima plana a cuyo norte se ha construido una gran iglesia de piedra, en cuyo lado derecho, entre dos muros de esta gran Basílica, el Roble de Mamre, qué maravilloso es contarlo, se alza enraizado a la tierra; también se conoce como el Roble de Abraham, porque bajo este él recibió hospitalariamente a los Ángeles. San Jerónimo relata que este árbol había existido desde el principio del mundo hasta el reino del Emperador Constantino; pero no dijo que había perecido después, quizás porque en ese momento, aunque la totalidad de este vasto árbol no era visible como antes, un tronco espurio todavía permanecía anclado en el suelo, protegido bajo el techo de la iglesia, con la altura de dos hombres; de este inútil, espurio tronco, que ha sido cortado por todos lados con hachas, pequeñas astillas se transportan a las distintas provincias del mundo por la veneración y la memoria de este roble, bajo el que, como se ha dicho anteriormente, esa famosa y notable visita de los Ángeles le fue concedida al patriarca Abraham.

Una estampa de la basílica de Constantino con la columnata de su atrio aparece en el Mapa de Madaba del siglo VI, acompañado de una inscripción en griego parcialmente preservada: "arbo, también el Terebinto. El Roble de Mambre".

### Periodo musulmán temprano
El monasterio ubicado en Mamre siguió en funcionamiento tras la conquista de Palestina por parte de las tropas musulmanas de Umar.

### Cruzadas
Durante las Cruzadas, Mamre podría haber sido la ubicación de una Iglesia de la Trinidad.

### Tras elsigloXII
La última identificación y descripción clara de los restos de la iglesia bizantina de Ramat el-Khalil proviene de un peregrino ruso conocido como el Abad Daniel (1106-1108). A mediados del siglo XII las alusiones a Mamre comienzan a hacerse vagas y la ubicación del "Roble de Abraham" parece haberse trasladado a una o más localizaciones en la carretera que conecta Ramat el-Khalil con Hebrón. Lo que a día de hoy se considera la ubicación tradicional del Roble de Abraham es un lugar originalmente conocido en árabe como Ain Sebta, que solía estar a las afueras de la Hebrón histórica, pero que actualmente se ha integrado dentro de la expansión urbana de esta ciudad palestina.
En una nota a pie de página de una publicación de 1895 de la peregrinación de Arculfo aparece escrito:

"El Roble o Terebinto de Abraham ha sido emplazado en dos lugares distintos. Arculfo y muchos otros (San Jerónimo, Itinerarium Burdigalense, Sozomeno, Euquerio (posiblemente Euquerio de Lyon), Benjamín de Tudela, el Abad Daniel, etc.) parecen apuntar a las ruinas de er Rameh, cerca de Beit el Khalil, o la Casa de Abraham, con un buen manantial. Los judíos todavía mantienen que este es el Roble de Mamre. Los cristianos señalan a otro sitio, Ballutet Sebta, donde hay un hermoso espécimen de carrasco (quercus coccifera). Ballut es la palabra árabe para roble".